# Orinhippus
Orinhippus is een geslacht van rechtvleugeligen uit de familie veldsprinkhanen (Acrididae). De wetenschappelijke naam van dit geslacht is voor het eerst geldig gepubliceerd in 1921 door Oevarov.

## Soorten
Het geslacht Orinhippus omvat de volgende soorten:
- Orinhippus tibetanus Uvarov, 1921
- Orinhippus trisulcus Yin, 1984